# Скандия (город, Миннесота)
Скандия (англ. Scandia) — город в округе Вашингтон, штат Миннесота, США. На площади 93,4 км² (93,4 км² — суша, водоёмов нет), согласно переписи 2002 года, проживают 3692 человека. Плотность населения составляет 0,9 чел./км².
- Телефонный код города — 651
- Почтовый индекс — 55073
- FIPS-код города — 27-58882[1]
- GNIS-идентификатор — 0665564[2]